# Metástase
Metástase  (do grego metastatis: mudanças de lugar, transferência) é a formação de uma nova lesão tumoral a partir de outra, mas sem continuidade entre as duas. Isto implica que as células neoplásicas se desprendam do tumor primário, caminham através do interstício e, ao adentrarem na corrente sanguínea ou vasos linfáticos, são transportadas a outros órgãos ou tecidos, onde formam uma nova colônia neoplásica.
Metástases só se formam em tumores malignos; contudo, nem todos os cancros originam metástases, mesmo os que são localmente invasivos, como o carcinoma basocelular. Metástases são o selo definitivo de malignidade (por definição, neoplasias benignas não originam metástase), sendo um sinal de mau prognóstico. Tal condição agrava muito a situação da doença e dificulta o processo de cura. Apenas 1 em cada 1.000 células que se desprendam do tumor primário poderá formar uma metástase, isso porque elas precisam de habilidades específicas para transpor as barreiras celulares e se disseminarem. É comum células "encalharem" nalgum gânglio e ali originarem um novo tumor. Em muitos pacientes, a primeira manifestação clínica de um cancro está relacionada com suas metástases.

## Etapas de desenvolvimento da metástase
A metástase é um evento multifásico, onde células malignas têm de superar os sistemas de controle do organismo que mantêm as células em seus sítios primitivos. Esse processo complexo ocorre em forma de cascata, onde as células neoplásicas sofrem diferentes adaptações além de modificar seu microambiente para sobreviver e proliferar em um novo sítio.

### Angiogênese
No caso de tumores, é caracterizada pela neovascularização excessiva, na qual ocorre a formação de novos vasos sanguíneos na região ou no tumor, permitindo a proliferação e invasão do câncer no tecido local. 

### Invasão Tumoral
Células cancerígenas primárias, com características epiteliais, se desprendem do tumor primário e se infiltram nos tecidos adjacentes por meio da quebra de barreiras dos tecidos, como, por exemplo, a membrana basal. A invasão tumoral envolve várias etapas:
- Primeiramente, as células cancerígenas perdem a capacidade de aderir umas às outras e, principalmente, ao tecido circundante devido a alterações nas proteínas de adesão celular, como as caderinas. Esta alteração é denominada transição epitélio-mesenquimal, onde as células mudam seu fenótipo para uma característica mesenquimal.[6]
- Em seguida é necessária produção de enzimas que degradam a matriz extracelular, facilitando a infiltração das células tumorais no tecido adjacente.[6]
- Para migrar de seu tecido originário, as células cancerígenas adquirem a capacidade de se locomover, deslocando-se através do tecido circundante e invadindo novas áreas. Esta migração pode ocorrer de forma individual ou coletiva, onde as células neoplásicas mantem sua adesão e migram em conjunto.[7][8]

### Intravasão e transporte
Consiste na entrada das células cancerígenas nos vasos sanguíneos ou linfáticos. A invasão do sistema circulatório ocasiona no transporte de células cancerígenas para diferentes partes do corpo. Nesse momento, é necessário que ocorre a expressão de outras moléculas de membrana que permitam a interação de células neoplásicas com as células epiteliais saudáveis, processo conhecido como transição mesenquimal-epitelial.[carece de fontes?] Além disso, estas novas moléculas podem também atrair e interagir com plaquetas circulantes, ajudando as celular cancerígenas evadirem o sistema imune.[carece de fontes?] Outras adaptações evolutivas as permitem ser mais resistentes e não serem destruídas durante essa fase.

### Extravasão
Microcolônias de células cancerígenas saem dos vasos sanguíneos ou linfáticos e invadem novos tecidos, onde encontram uma resistência, o que pode gerar uma fase de dormência ou de proliferação, dependendo das condições do ambiente. Momento em que há a transformação mesênquima-epitelial (MET), garantindo sua adesão ao tecido secundário.

### Colonização
Por fim, as células cancerígenas que sobrevivem no novo local se estabelecem e começam a se proliferar, formando um novo tumor, inicialmente no formato de micrometástases até as macrometástases - se estiverem em um microambiente favorável ao seu crescimento, junto ao processo de angiogênese.

## Metástase e a Teoria da evolução
A metástase é um processo que não apenas reflete a capacidade das células cancerígenas de migrar e colonizar novos ambientes, mas também revela a profunda relação entre os processos evolutivos e a progressão do câncer. Sabendo que células metastáticas são células que conseguiram sobreviver a múltiplas barreiras físicas e biológicas, é possível ver que elas acumularam uma vasta diversidade de alterações genéticas, principalmente mutações, ao longo do tempo para atingirem tal capacidade, permitindo que sejam altamente adaptáveis e resistentes. 
A compreensão da evolução dos tumores, iniciada nas décadas de 1970, revelou que dentro de um tumor coexistem subpopulações com variados graus de competência metastática. A heterogeneidade das células metastáticas dentro de um tumor e entre diferentes tumores é uma consequência direta da evolução das células cancerígenas, onde diferentes subpopulações adquirem características vantajosas para a sobrevivência e disseminação - fenômeno que reflete um paralelo com os processos evolutivos nas espécies, onde a seleção natural favorece características adaptativas que permitem a expansão e sobrevivência em novos ambientes. 
Da mesma forma, as células cancerígenas metastáticas enfrentam um desafio constante de adaptação aos microambientes diversos do corpo humano, desenvolvendo mecanismos para explorar e se estabelecer em novos tecidos. Contudo, sua diversidade genética não só proporciona uma vantagem evolutiva significativa, mas também complicações significativas no tratamento, já que a capacidade das células cancerígenas de evadir a detecção e resistir à terapia está diretamente ligada à sua habilidade de adaptação e à presença de subpopulações com diferentes perfis genéticos e funcionais.

## Teorias de dispersão de células neoplásicas
Existem duas teorias mais prevalentes sobre a metástase e como ocorre a dispersão de células neoplásicas. A primeira, conhecida como "semente e solo, foi criada por Stephen Paget ainda no século XIX, que propõe que as células metastáticas não são dispersas de maneira aleatória. Segundo ele, qualquer órgão pode receber uma “semente” (célula cancerígena), no entanto, nem toda semente germina em qualquer solo (órgão ou tecido), necessitando de um local compatível para que sua proliferação aconteça. A segunda, postulada por James Ewing, diz que a distribuição da metástase ocorre por condições físicas e anatômicas, em que a célula cancerígena passaria por uma força mecânica e seria encaminhada para os órgãos de acordo com o fluxo sanguíneo.